# گورکا پرز
گورکا پرز (انگلیسی: Gorka Pérez؛ زادهٔ ۱۹ ژوئن ۱۹۹۵) بازیکن فوتبال است.
از باشگاه‌هایی که در آن بازی کرده‌است می‌توان به باشگاه فوتبال اتلتیک بیلبائو بی اشاره کرد.